# North Atlanta
North Atlanta és una concentració de població designada pel cens dels Estats Units a l'estat de Geòrgia. Segons el cens del 2000 tenia 38.579 habitants.

## Demografia
Segons el cens del 2000, North Atlanta tenia 38.579 habitants, 15.886 habitatges, i 7.402 famílies. La densitat de població era de 1.947,1 habitants/km².
Dels 15.886 habitatges en un 18,5% hi vivien nens de menys de 18 anys, en un 33,3% hi vivien parelles casades, en un 7,4% dones solteres, i en un 53,4% no eren unitats familiars. En el 35% dels habitatges hi vivien persones soles el 4,4% de les quals corresponia a persones de 65 anys o més que vivien soles. El nombre mitjà de persones vivint en cada habitatge era de 2,35 i el nombre mitjà de persones que vivien en cada família era de 3,04.
Per edats la població es repartia de la següent manera: un 15,6% tenia menys de 18 anys, un 15,2% entre 18 i 24, un 47,2% entre 25 i 44, un 15,7% de 45 a 60 i un 6,2% 65 anys o més.
L'edat mediana era de 31 anys. Per cada 100 dones de 18 o més anys hi havia 124,2 homes.
La renda mediana per habitatge era de 52.333 $ i la renda mediana per família de 52.679 $. Els homes tenien una renda mediana de 35.742 $ mentre que les dones 37.043 $. La renda per capita de la població era de 32.087 $. Entorn del 7,6% de les famílies i l'11,8% de la població estaven per davall del llindar de pobresa.

## Poblacions més properes
El següent diagrama mostra les poblacions més properes.